# Orestias lastarriae
 Orestias lastarriae és una espècie de peix de la família dels ciprinodòntids i de l'ordre dels ciprinodontiformes.
És una espècie d'aigua dolça.
Es troba a Sud-amèrica: est de Lima (Perú).